# Femörefortet
Femörefortet eller Femöre fort er et kystartillerianlæg sprængt i klippen under halvøen Femöre sydøst for byen Oxelösund. Den indgik i en serie lignende forter, der byggedes i 1960'erne og 1970'erne som forsvar mod angreb fra Sovjetunionen og kaldtes  "Batteri OD" i den svenske marine. Femörefortet udgik fra forsvarsorganiseringen i 1997 og skulle fjernes i 2003. En interesse på stedet har dog gjort, at meget af fortet er bevaret. Fortet er siden 2003 åbent for besøgende.
Bevæbningen bestod af tre 7,5 cm tornpjäs m/57 med en rækkevidde på 13 kilometer. Bemandingen udgjordes af 70 mand. Fortet var selvforsynende med elektricitet og vand og havde en beregnet udholdenhed på en måned. Det er bygget for at kunne modstå angreb med kemiske våben og taktiske kernevåben. Anlægget er 3.300 kvadratmeter, og de forskellige rum forbindes af over 450 m lange tunneller. Overvågning af indløbet skete med radar og  periskop.
- Belægningsstue
- Møderum
- Køkkenet